# 奧伯韋勒格拉本河 (沃爾夫斯布龍米爾巴赫河支流)
49°01′08″N 10°47′53″E / 49.01900°N 10.79813°E
奧伯韋勒格拉本河是德國的河流，位於該國東南部，由巴伐利亞負責管轄，屬於沃爾夫斯布龍米爾巴赫河的右支流，河道全長1.5公里。